# Friedrich von Gärtner

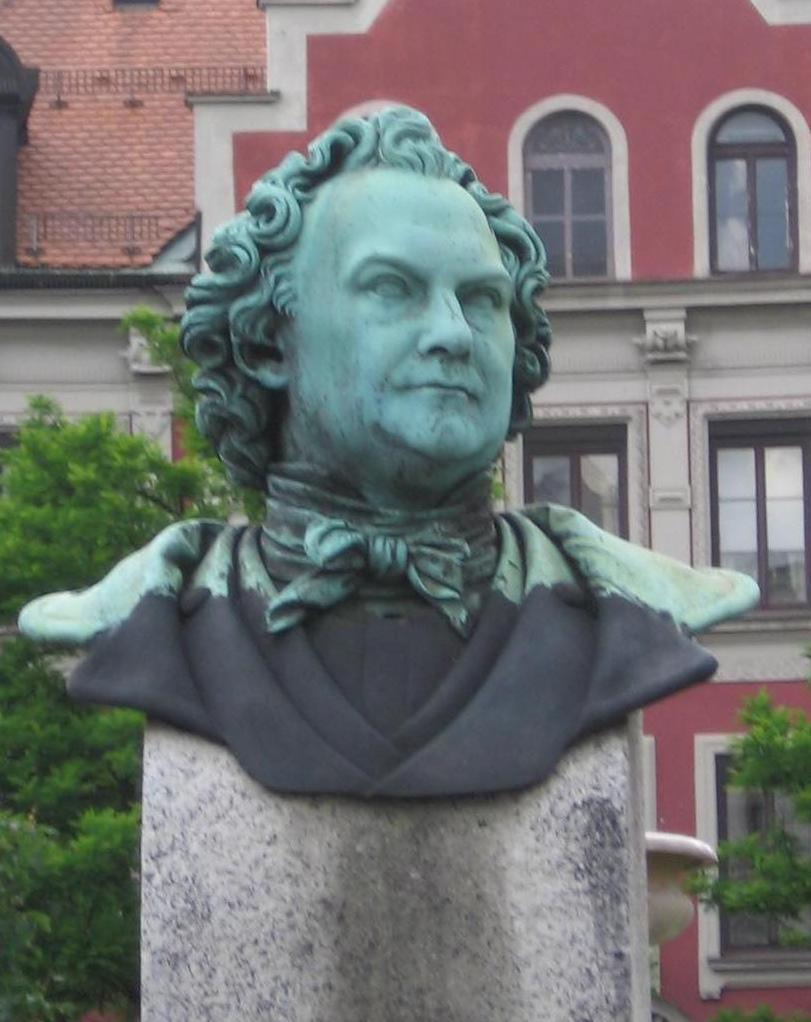
Gärtners byst på Gärtnerplatz i München.

Friedrich von Gärtner, född 10 december 1792 i Koblenz, död 21 april 1847 i München, var en tysk arkitekt. Han var far till konstnären Friedrich von Gärtner.
Gärtner, som var son till den talangfulle byggmästaren Johann Andreas Gärtner, studerade från 1809 i München, reste 1812-1818 i Frankrike, Italien och på Sicilien samt utgav 1819 Ansichten der meisterhaltenen Monumente Siciliens (med text), vilket vann stort erkännande. År 1820 blev han professor i arkitektur vid akademien i München och var från 1842 akademiens direktor.
Vid denna tid hade under kung Ludvig I av Bayern en antikiserande arkitekturriktning framträtt, som främst representerades av Leo von Klenze. I motsats till denna uppstod nu i samband med den nationella andans pånyttfödelse en romantisk riktning, som sammanhängde med den samtida litteraturens vurm för medeltiden. Gärtner blev den mest betydelsefulla representanten för denna riktning och byggde främst i romansk stil. 
Till hans verk hör Ludvigskyrkan med flera byggnader vid Ludwigsstraße, Biblioteket, Universitetet, Feldherrenhalle, en småskalig efterbildning av Loggia del Lanzi i Florens, Siegestor och Wittelsbachpalatset i gotisk stil, samtliga i München. Han ledde även restaureringen av Isartor. Dessutom byggde han slottet i Aten 1840 ff., det pompejanska huset i Aschaffenburg 1843 och restaurerade domerna i Bamberg och Speyer.